# Station Geetbets
Station Geetbets is een voormalig spoorwegstation langs spoorlijn 22 (Tienen-Diest) in de gemeente Geetbets.
0,0: Tienen ·
3,3: Grimde ·
6,9: Oplinter ·
9,2: Neerlinter ·
11,4: Drieslinter ·
15,4: Budingen ·
18,9: Geetbets ·
25,0: Halen ·
27,2: Zelk ·
29,1: Webbekom ·
32,1: Diest